# Dafne Fernández
Dafne Raquel Fernández García (Madrid, 31 de marzo de 1985) es una actriz y bailarina española, conocida especialmente por su papel en las series de televisión Un paso adelante (2002-2005), Los Serrano (2008), Tierra de lobos (2010-2014) y Chiringuito de Pepe (2014-2016).

## Biografía
Empezó sus estudios de danza a los tres años, ingresando a los ocho en el Real Conservatorio Profesional de Danza de Madrid, donde cursó el grado medio de danza clásica hasta los dieciocho con excelentes calificaciones. Esta formación le ha llevado a interpretar papeles como bailarina, y a trabajar en el musical Fama. Su primera aparición en una serie de éxito fue precisamente en Un paso adelante donde interpretaba a una alumna de danza.
Su primer papel cinematográfico como protagonista le llegó con tan solo 12 años, cuando interpretó a la niña Fuensanta en la película Pajarico, de Carlos Saura. Desde entonces, ha interpretado numerosos papeles en diversas películas y series de televisión, siendo especialmente conocida por su participación en Un paso adelante de Antena3. 
En diciembre de 2009, fue portada de la revista masculina FHM en su edición española. Nuevamente fue portada de la misma publicación en octubre del año 2011. Aparte de ser portada de las revistas Magazine, Intouch, Maxim o Man.
En octubre de 2010, Telecinco estrena la serie Tierra de lobos, en la que Dafne Fernández interpretó el papel de Nieves Lobo durante los 42 episodios de la serie repartidos en tres temporadas. La serie llegó a su final en 2014.
En 2014 comenzó su interpretación de Matilde "Mati" Herranz, coprotagonista de la serie de Telecinco, Chiringuito de Pepe, con gran éxito de audiencia. En febrero de 2015 se confirmó que abandonaba la serie por motivos económicos aunque se mantuvo hasta los últimos capítulos de la segunda temporada.
En la Nochevieja de 2014, dio las campanadas de Telecinco junto con sus compañeros del Chiringuito de Pepe Jesús Bonilla, Adrián Rodríguez y El Langui. Todos ellos, interpretando a sus respectivos personajes de la serie, dando entrada al 2015 entre doce uvas y un "croquetón".
En 2017 protagonizó el cortometraje "Evil" de Jose Vega y la productora Three of a Kind films. En 2018 concursó en la tercera edición de Masterchef Celebrity, siendo la tercera expulsada.
En 2021 volvió a trabajar con José Vega protagonizando el cortometraje "At Last" junto a Bernabé Fernández. Ha recibido varios premios a Mejor Interpretación por este papel. Entre ellos se encuentra el Festival de Torrelavega, calificador a los Premios Goya.
En 2023 fichó por la serie diaria Cuatro estrellas de La 1, interpretando a una de las protagonistas, Marta Lasierra. Además, también se incorporó a la serie original de HBO Max Pollos sin cabeza como personaje principal.

## Vida personal
Contrajo matrimonio con el fotógrafo español Mario Chavarría en 2017. Un año después, el 30 de agosto de 2018, nació su primer hijo, Jon. El  9 de diciembre de 2020, nació su segunda hija. Alex. Antes estuvo saliendo brevemente con Fernando Verdasco y con Carlos Bardem, desde 2008 hasta 2010. La ruptura fue amistosa.

## Filmografía

### Cine
| Año  | Título                       | Personaje         | Director              |
| ---- | ---------------------------- | ----------------- | --------------------- |
| 1996 | Malena es un nombre de tango | Malena de niña    | Gerardo Herrero       |
| 1997 | Pajarico                     | Fuensanta         | Carlos Saura          |
| 1997 | Resultado final              | María José        | Juan Antonio Bardem   |
| 1999 | Entre las piernas            | Celia             | Manuel Gómez Pereira  |
| 1999 | Goya en Burdeos              | Rosario           | Carlos Saura          |
| 2000 | El otro barrio               | Extra             | Salvador García Ruiz  |
| 2001 | Juego de Luna                | Luna (14 años)    | Mónica Laguna         |
| 2001 | Hombres felices              | Hada              | Roberto Santiago      |
| 2002 | La caja 507                  | María Pardo Muñoz | Enrique Urbizu        |
| 2009 | Malamuerte                   | Eva               | Vicente Pérez Herrero |
| 2010 | Entrelobos                   | Pizquilla         | Gerardo Olivares      |
| 2013 | Viral                        | Susana            | Lucas Figueroa        |
| 2013 | Solo para dos                | Teresa            | Roberto Santiago      |
| 2013 | Real Playing Game            | Young Kate        | Tino Navarro          |
| 2017 | Perfectos desconocidos       | Blanca            | Álex de la Iglesia    |
| 2021 | Descarrilados                | Lisa              | Fernando García-Ruiz  |

### Series de televisión
| Año        | Título                             | Personaje               | Cadena    | Notas         |
| ---------- | ---------------------------------- | ----------------------- | --------- | ------------- |
| 1996       | Canguros                           | Niña                    | Antena 3  | 1 episodio    |
| 2000       | Paraíso                            | Irene                   | La 1      | 1 episodio    |
| 2002-2005  | Un paso adelante                   | Marta Ramos             | Antena 3  | 63 episodios  |
| 2002; 2006 | Hospital central                   | Lucía / Rebeca          | Telecinco | 2 episodios   |
| 2008       | Los Serrano                        | Luna Peralta            | Telecinco | 7 episodios   |
| 2009       | UCO                                | Sara                    | La 1      | 1 episodio    |
| 2010       | Sexo en Chueca                     | Verónica «Vero» Salcedo | La Siete  | 11 episodios  |
| 2010-2014  | Tierra de Lobos                    | Nieves Lobo             | Telecinco | 42 episodios  |
| 2011-2013  | Inquilinos                         | Dafne                   | Webserie  | 2 episodios   |
| 2014-2016  | Chiringuito de Pepe                | Matilde «Mati» Herranz  | Telecinco | 20 episodios  |
| 2018       | BByC: Bodas, bautizos y comuniones | Blanca Maqueda          | Telecinco | 1 episodio    |
| 2021       | Supernormal                        | Miriam                  | Movistar+ | 1 episodio    |
| 2021       | Ecocesta                           | Andrea                  | Youtube   | 12 episodios  |
| 2023       | Pollos sin cabeza                  | Sonia                   | HBO Max   | 7 episodios   |
| 2023-2024  | 4 estrellas                        | Marta Lasierra Vázquez  | La 1      | 259 episodios |
| 2025       | Perdiendo el juicio                | Sara Fuentes            | Antena 3  | 10 episodios  |

### Programas de televisión
| Año  | Título                    | Cadena    | Rol                         |
| ---- | ------------------------- | --------- | --------------------------- |
| 2017 | Mi casa es la tuya        | Telecinco | Invitada                    |
| 2018 | Masterchef Celebrity      | La 1      | Concursante - 3.ª eliminada |
| 2020 | Dar cera, pulir #0        | #0        | Invitada                    |
| 2023 | El puente de las mentiras | La 1      | Invitada                    |

### Teatro
| Año       | Título                       | Personaje | Notas           |
| --------- | ---------------------------- | --------- | --------------- |
| 2006-2007 | Fame, el musical             | Serena    | Papel principal |
| 2013      | Una historia de amor y miedo | Dafne     | Papel principal |